# Austin Allegro
La Allegro è un'autovettura prodotta dall'inglese British Leyland e venduta tra il 1974 ed il 1983 con marchio Austin.

## Il contesto
Frutto della matita di Harris Mann, la Allegro era una berlina 2 volumi a 2 o 4 porte (mancava il portellone posteriore) di fascia medio bassa (oggi segmento "C") destinata a prendere il posto della fortunata  1100/1300 di Sir Alec Issigonis.
Della Ado 16 1100/1300 la Allegro riprendeva non solo i motori (i noti A-Series ed in più gli E-Series della Maxi) ma anche le celebri sospensioni (a ruote indipendenti con bracci triangolari anteriormente e oscillanti longitudinali al posteriore) Hydrolastic ideate da Issigonis nel 1962, ma nella versione più evoluta Hydragas.
Lo schema prevedeva l'interconnessione tra la ruota anteriore e quella posteriore del medesimo lato attraverso un circuito idraulico. Al posto delle molle e degli ammortizzatori c'erano delle sfere riempite per metà di azoto e per metà di liquido idraulico: quando una sfera si comprimeva per effetto di uno scuotimento della ruota, l'aria in essa contenuta andava a spingere il liquido, attraverso il circuito d'interconnessione e delle valvole di smorzamento, verso l'altra ruota dello stesso lato.
I vantaggi di tale sistema erano, un miglior comfort, un minor beccheggio in accelerazione e in frenata e una maggiore stabilità.
Per il resto la meccanica era classica: trazione anteriore, impianto frenante misto (anche con servofreno) e  cambio a 4/5 rapporti. Le versioni 1300, 1500 e 1750 erano disponibili opzionalmente anche col cambio automatico a 3 rapporti.
Gli pneumatici erano da 145 x 13 pollici sulle versioni 1100/1300; nelle versioni 1500/1750 vi erano i 155 x 13 pollici e nella rara versione Equipe, erano 165 x 13 pollici.
La Allegro venne prodotta in tre serie, la prima delle quali venne costruita, tra il 1974 ed il 1976,  su licenza dalla Innocenti di Milano e commercializzata con il nome di Innocenti Regent.

## Le serie

### Austin Allegro 1 - Innocenti Regent (1974-1976)

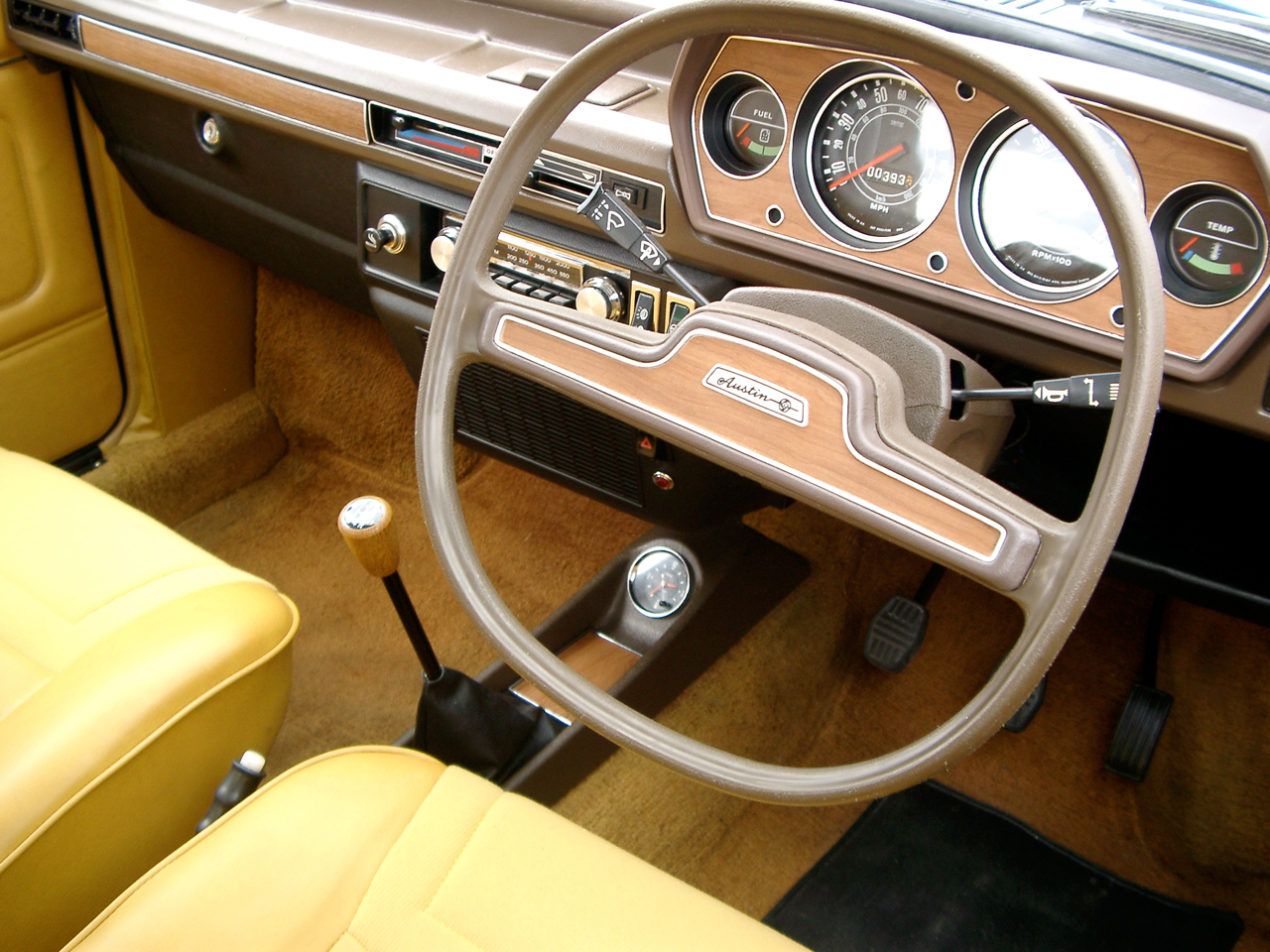
L'interno di una Austin Allegro, con il caratteristico volante quadrangolare

Al momento del debutto sul mercato italiano era disponibile solo la versione assemblata presso gli stabilimenti della Innocenti. Ribattezzata Regent, differiva dalla Allegro inglese per diversi particolari. La mascherina anteriore, in nero opaco e dal disegno diverso, gli allestimenti interni, la strumentazione più completa (tutte le versioni disponevano del contagiri), la targa posteriore posta sopra al paraurti.
Altra caratteristica particolare che differenziava la Regent dall'Allegro era che l'italiana era dotata di una sola luce di retromarcia, contro 2 della versione inglese.
La Regent era disponibile con due motori: l'A-Series con albero a camme laterale di 1275  cm³ da 66 cv e il più moderno E-Series, monoalbero in testa di 1485 cm³ da 79 cv. Per rispondere meglio ai gusti della clientela italiana, infatti, la Innocenti scelse di montare le versioni alimentate a 2 carburatori dei noti propulsori inglesi. Rispetto alle Allegro inglesi le Regent erano infatti decisamente più brillanti e veloci: la 1300 passava da 140 ad oltre 150 km/h e la 1500 da 148 ad oltre 160 km/h.
C'è da evidenziare che il motore 1300 era lo stesso della Mini Cooper 1300; il 1500 invece, era dotato di asse a camme in testa.La versione 1500 era accoppiata ad un cambio a 5 velocità. 
Le Regent erano disponibili in tre versioni: 1300, 1300L e 1500L. I modelli L (Lusso) si distinguevano per le finiture più curate, per la verniciatura in colore opaco contrastante (beige o nero) del tetto, per maggior cura dei dettagli esterni e per i cerchi specifici.
Moderni gli interni, con la plancia in pezzo unico ed il caratteristico volante quadrangolare (quartic steering). Come il modello inglese poteva vantare buone rifiniture, validi freni e un eccellente comportamento stradale.
Commercializzata nella sola versione a 4 porte, ebbe poco successo e quando nel 1976 l'Innocenti passò dalla British Leyland a Alejandro De Tomaso, la produzione della Regent venne interrotta.

### Austin Allegro 2 (1976-1979)

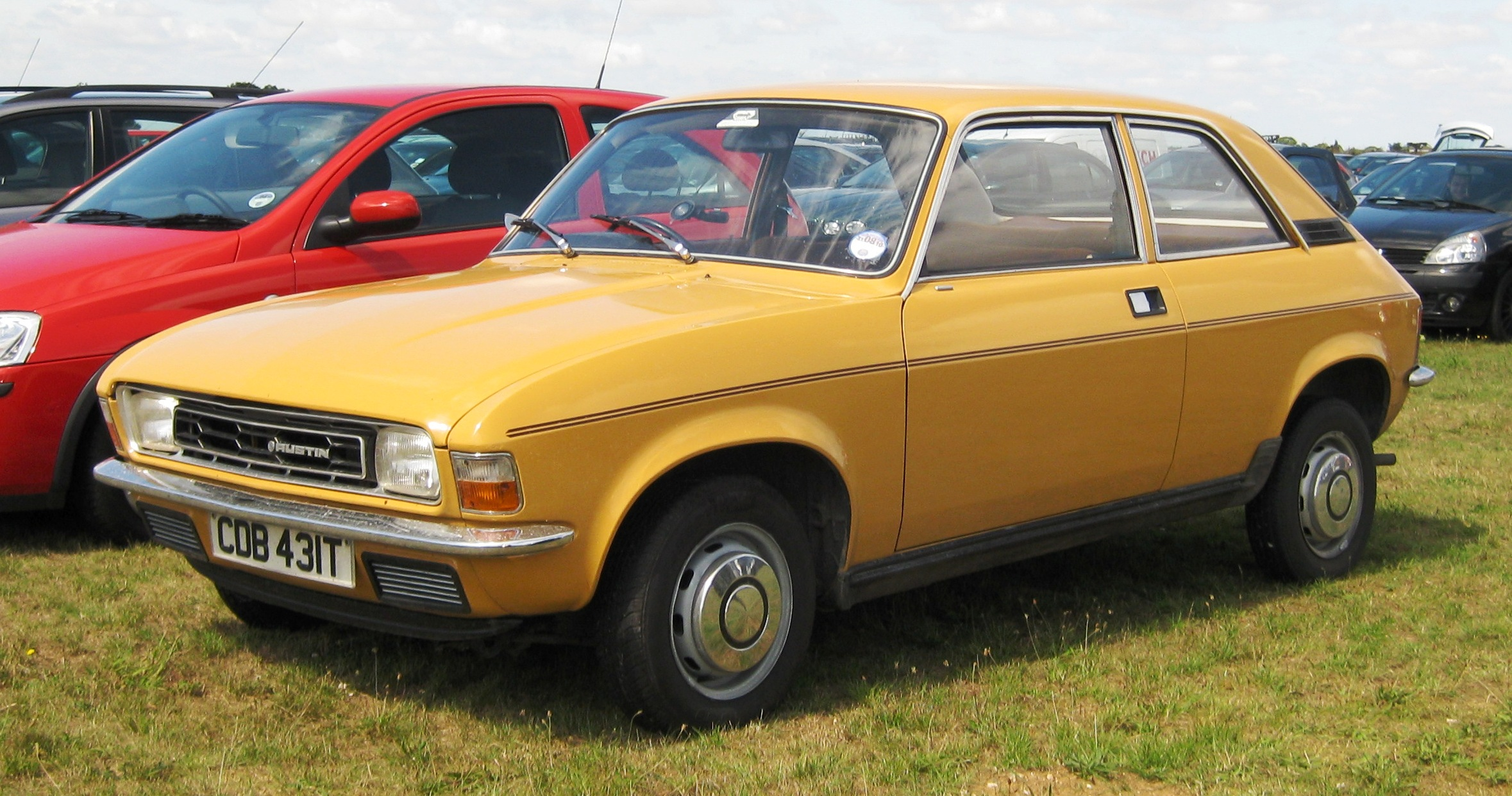
Una Austin Allegro a due porte del 1979

Quando venne interrotta la produzione della Regent la British Leyland decise di importare in Italia direttamente la Allegro, giunta nel frattempo alla seconda edizione.
Le modifiche rispetto alla prima serie erano concentrate sull'unificazione della mascherina anteriore (già presente nei modelli 1500/1750), ad un irrigidimento delle sospensioni, all'eliminazione dello scomodo volante quadrangolare e alla modifica dei rivestimenti interni: quest'ultima modifica incrementò lo spazio per le gambe per i passeggeri seduti posteriormente.
Oltre che nella classica versione a 4 porte, l'Allegro venne importata nella variante 2 porte e in quella station wagon 3 porte, denominata Estate.
Alla gamma dei motori previsti in precedenza per la Regent s'aggiunse il noto A-Series di 1098 cm³ da 48 cv. Non venne importato, perché giudicato fiscalmente inadatto, l'E-Series di 1748 cm³.

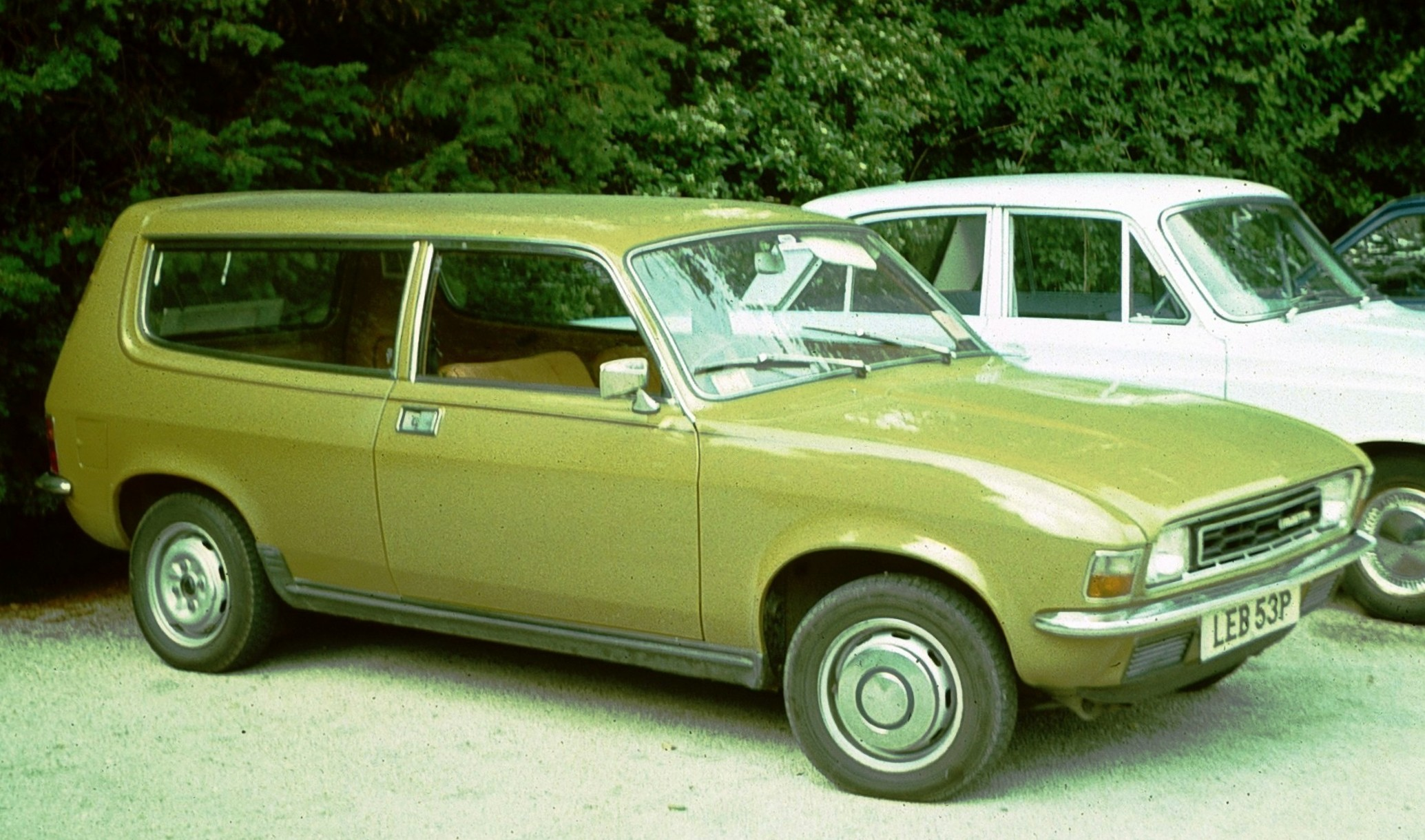
Austin Allegro Estate

Gli allestimenti rimanevano 2, De Luxe e Super (ora con verniciatura in tinta unita). La gamma Allegro 2 includeva:
- Allegro 1100 2/4p De Luxe
- Allegro 1300 2/4p De Luxe
- Allegro 1300 4p Super
- Allegro 1500 4p Super
- Allegro 1300 Estate Super
- Allegro 1500 Estate Super

Le vendite non migliorarono molto e anche la Estate, con lo stravagante disegno della parte posteriore, non si rivelò propriamente gradevole ai più, a causa dell'assenza delle porte posteriori.
C'è da dire, ad ogni modo, che le suddette versioni avevano un'eccellente capacità di carico in rapporto alle dimensioni esterne (circa 400 cm) e vantavano un comodo portellone dotato di tergilavalunotto.
Dal punto di vista estetico, la linea delle versioni berlina non era troppo dissimile da quella dell'Alfasud o a quella della Citroen GSA, autovetture che in quel periodo avevano diversi estimatori: malgrado le caratteristiche e i prezzi competitivi, si può affermare che quello che le procurò una pessima fama fu la stampa di quel periodo. Molti, inoltre, giudicarono inadatto al mercato il nome Allegro che, in alcuni dialetti italiani, è sinonimo di "ubriaco".

### Austin Allegro 3 (1979-1983)

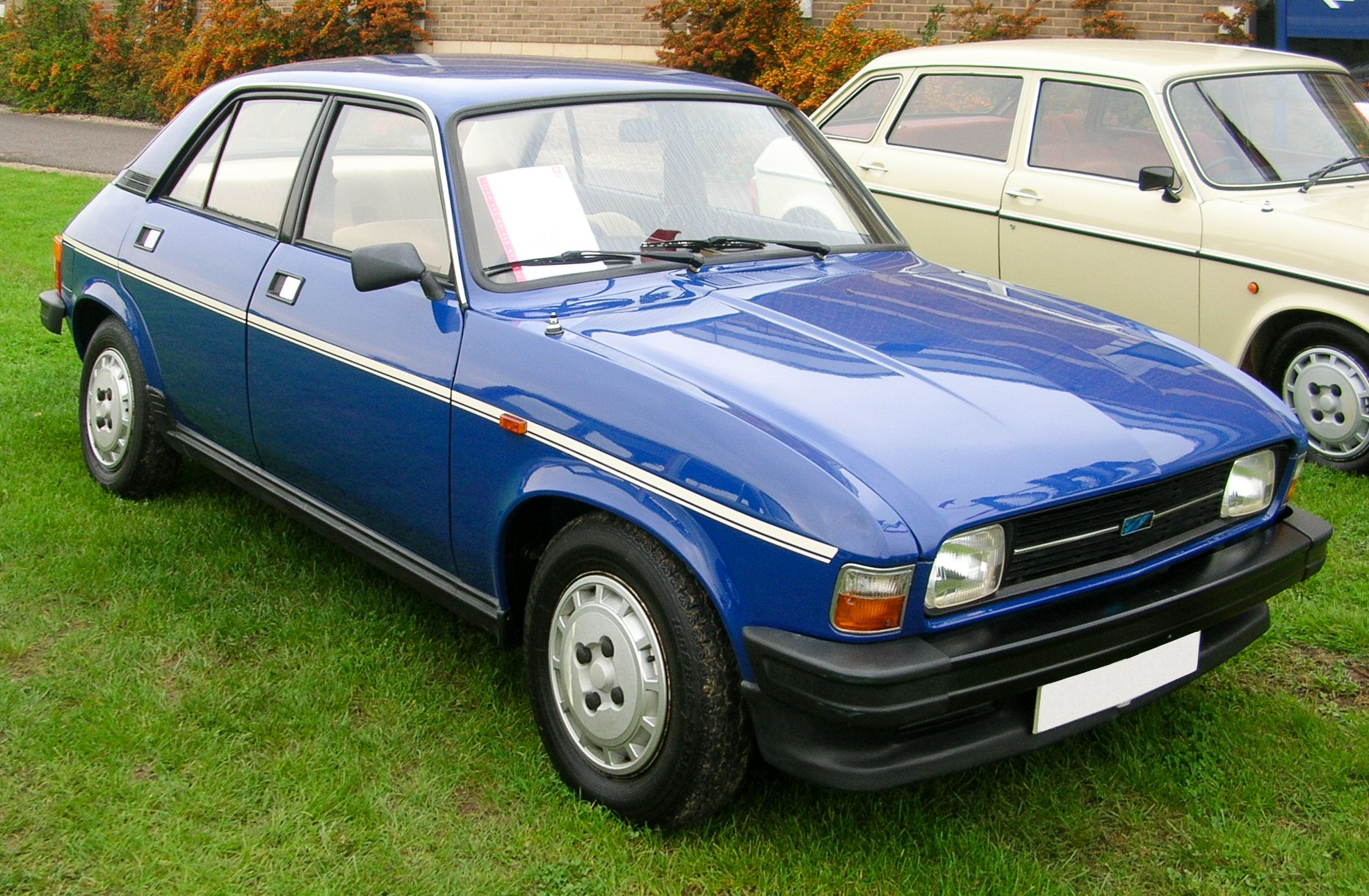
Una Austin Allegro del 1982

Nel 1979 un restyling interessò il frontale (nuovi doppi fari circolari anziché rettangolari, nuova mascherina; il frontale senza doppi fari restò esclusivamente per le versioni base, le quali però ebbero anch'esse una rinfrescata alla vecchia mascherina), la coda (luci modificate che integravano nel monoblocco le luci di retromarcia + una esterna di retronebbia), i paraurti (ora in materiale plastico), la fiancata (eliminazione delle cromature, introduzione di profili paracolpi laterali) e gli interni (completamente nuovi). Inoltre venne proposta con una vasta gamma di nuovi colori, copricerchi in plastica (in luogo delle precedenti borchie d'acciaio), avvolgenti paraurti in plastica e con uno spoiler frontale.
C'è da dire che queste modifiche consentirono una riduzione del coefficiente aerodinamico CX, passando da 0.44 a 0.40.
Anche i motori A-Series vennero rivisti profondamente, dando vita alla A Plus-Series. La cilindrata della versione base venne ridotta da 1098 a 998 cm³ (48 cv) utilizzato anche nell'Austin Metro, mentre il 1300 toccò i 65 cv.
Il motore 1500 ebbe un incremento di 8 CV (5 kW) avendo quindi 77 CV.
Dalla gamma italiana venne eliminata la versione a 2 porte, mentre gli allestimenti divennero 3: LE, HL e HLE (quest'ultima con tetto rivestito in vinile).
La nuova gamma comprendeva.
- Allegro 1.0 LE
- Allegro 1.3 LE
- Allegro 1.3 HL
- Allegro 1.5 HLE
- Allegro Estate 1.3 LE
- Allegro Estate 1.3 HL

L'Allegro, costruita in più di 667.192 esemplari, lasciò il posto alla  Maestro nel 1983. Si calcola che (nel 2019) ne siano sopravvissute circa 300, di cui 4 Regent.

## Motorizzazioni
| Anni prod. | Cilindrata cm³ | Tipo                        | Potenza                   | Coppia                         |
| ---------- | -------------- | --------------------------- | ------------------------- | ------------------------------ |
| 1973–1975  | 1098           | A-Series                    | 49 bhp (37 kW) a 5250 rpm | 60 ft·lbf (81 N·m) a 2450 rpm  |
| 1975–1980  | 1098           | A-Series                    | 45 bhp (34 kW) a 5250 rpm | 55 ft·lbf (75 Nm) a 2900 rpm   |
| 1973–1980  | 1275           | A-Series                    | 60 bhp (44 kW) a 5300 rpm | 69 ft·lbf (94 Nm) a 3000 rpm   |
| 1980–1982  | 998            | A-Plus                      | 44 bhp (33 kW) a 5250 rpm | 52 ft·lbf (71 Nm) a 3000 rpm   |
| 1980–1982  | 1275           | A-Plus                      | 63 bhp (46 kW) a 5600 rpm | 72 ft·lbf (98 Nm) a 3200 rpm   |
| 1973–1978  | 1485           | E-Series                    | 69 bhp (51 kW) a 5600 rpm | 83 ft·lbf (113 Nm) a 3200 rpm  |
| 1979–1982  | 1485           | E-Series doppio carburatore | 77 bhp (57 kW) a 5750 rpm | 83 ft·lbf (113 Nm) a 3250 rpm  |
| 1973–1982  | 1748           | E-Series                    | 76 bhp (56 kW) a 5000 rpm | 104 ft·lbf (143 Nm) a 3100 rpm |
| 1974–1982  | 1748           | E-Series doppio carburatore | 91 bhp (67 kW) a 5000 rpm | 104 ft·lbf (143 Nm) a 3100 rpm |